# イオシフ・イアコビチ
イオシフ・イアコビチ（ルーマニア語:Iosif Iacobiciヨスィフ・ヤコビチ、1884年 - 1952年）は、ルーマニアの軍人。中将。

## 概要
第一次世界大戦に従軍。1930年代末、兵器総監を務めた。1939年、第4軍司令官に任命。1941年1月27日、イオン・アントネスクから国防相職を委譲され（以前はアントネスクが兼任）、独ソ戦直前のルーマニア軍の充足と補給を担当した。
オデッサの戦い中の1941年9月、第4軍司令官に任命され、10月16日、オデッサに入城した。9月22日前線から戻ったアントネスクは再び国防相を兼任し、イアコビチは参謀総長に任命された。東部戦線へのルーマニア軍の追加派遣には反対していた。1942年1月20日、駐ブカレスト・ドイツ公使マンフレート・フォン・キリンガー（de:Manfred von Killinger）の要求により、イリエ・シュテフレア将軍と交代する。1942年7月22日、戦争継続に反対した14人の将官、18人の大佐と共に軍から退役させられた。
終戦後、1946年に逮捕されたが、間もなく釈放。1948年、再逮捕され、1949年、終身刑を言い渡される。獄死。